# Bahía Santa Elena
Bahía Santa Elena är en vik i Costa Rica.   Den ligger i provinsen Guanacaste, i den nordvästra delen av landet, 220 km nordväst om huvudstaden San José.